# 玻璃的記憶
《玻璃的記憶》是1992年7月1日推出的夏之管(TUBE)的第15張單曲。

## 收錄曲目
1. 玻璃的記憶(ガラスのメモリーズ)

作詞  前田亘輝  : 作曲  春畑道哉
1. 湘南盆踊
2. 玻璃的記憶(Original Karaoke)